# Conrad Stoltz (rugby à XV)
Pour les articles homonymes, voir Stoltz.
Pas d'image ? Cliquez ici

a Compétitions nationales et continentales officielles uniquement.

Dernière mise à jour le 26 août 2015.
Conrad Stoltz, né le 14 septembre 1974 à Pretoria, est un ancien joueur de rugby à XV sud-africain évoluant au poste de trois-quarts centre (1,89 m pour 95 kg), reconverti entraîneur.

## Biographie
En novembre 2004, il est sélectionné avec les Barbarians français pour jouer contre l'Australie au stade Jean-Bouin à Paris. Les Baa-Baas s'inclinent 15 à 45.
En novembre 2005, il joue de nouveau avec les Barbarians français contre l'Australie A à Bordeaux. Les Baa-Baas s'inclinent 42 à 12.

## Clubs successifs comme joueur
- Cats (Super 12) 1998
- Stade français Paris 1998-2000
- SU Agen 2000-2007
- Section paloise 2007-2008
- Avenir de Bizanos Déc.2011-Janv.2012

## Palmarès
- Championnat de France de rugby à XV
  - Vainqueur (1) : 2000 avec le Stade français au poste d'arrière, face à l'US Colomiers.

## Clubs successifs comme entraîneur
- Section paloise 2008-2011
- US Morlaàs (Fédérale 1) Janv. 2012 - 2012
- Pays d'Aix RC 2012 - mai 2014
- RC Aubenas 2014-2018
- Depuis 2022 : RC Suresnes

| Saison      | Club            | Division   | Poste    | Classement                 | Coupe d'Europe | Challenge Européen |
| ----------- | --------------- | ---------- | -------- | -------------------------- | -------------- | ------------------ |
| 2008 - 2009 | Section paloise | Pro D2     | Arrières | 8e                         | -              | -                  |
| 2009 - 2010 | Section paloise | Pro D2     | Arrières | 5e, éliminé en demi-finale | -              | -                  |
| 2010 - 2011 | Section paloise | Pro D2     | Arrières | 9e                         | -              | -                  |
| 2011 - 2012 | US Morlaàs      | Fédérale 1 | Arrières | 10e de la poule 3          | -              | -                  |
| 2012 - 2013 | Pays d'Aix RC   | Pro D2     | Arrières | 15e                        | -              | -                  |